# 笹川 (富山県)
笹川（ささがわ）は、富山県下新川郡朝日町を流れる二級水系の河川。

## 概要
- 流路延長：6.0km[1]
- 流域面積：15.5㎞2[1]

黒菱山を源流に城山の裾を北流し、日本海へ注ぐ。上流では滝と滝壺が連続する『神が淵』を造り、大蛇と化鳥の伝説もある。
泊川（とまりがわ）という別称もある。『越中志徴』によると、上流の笹川村では『笹川』、下流の泊町付近では『泊川』と呼ばれていたと記載されている。
上流部は河川の勾配も大きく、砂防ダムがいくつも作られ、V字型の峡谷は短い川ながら『七郎右衛門淵』や『おせん落しの谷』など数々の伝説を生んだ。

## 支流
- 七重谷川（しつちややだにがわ。「とやまの名水」に指定された七重滝（しっちゃだき）がある[3]。黒菱断層崖を七段に落下する姿を阿弥陀仏の権現としたもので、1967年12月5日に朝日町指定名勝に指定されている）
- 逆谷川（さかだんがわ）
- 大鷲谷（おおわしだに）

## 河川施設
- 笹川小水力発電所（2023年6月30日完成、最大出力199kw）[4]

## 流域の自治体
富山県
下新川郡朝日町